# Меса ді воче
Меса ді воче (італ. messa di voce, «розміщення, поставлення голосу», за іншим трактуванням, «випромінювання голосу») — це техніка співу, яка вимагає підтримання тривалого звуку, поступово посилюючи голос (крещендо), а потім послаблюючи його (димінуендо). Навики цієї техніки вважаються особливим показником співочої майстерності виконавця.
Термін «меса ді воче» не слід плутати з терміном «мецца-воче» (італ. mezza voce, «впівголоса»), що означає співати на половину сили.

## Техніка
Меса ді воче загалом вважається дуже просунутою вокальною технікою. Для правильного виконання необхідно змінити єдину характеристику звуку — силу звучання; висота звуку, інтонація, тембр, вібрато тощо залишаються без змін. Для цього потрібен надзвичайно високий рівень голосової координації, особливо в димінуендо, тому методика не є часто затребуваною і її рідко чути поза цариною класичної музики. 

## Історія
У західній художній музиці техніка меса ді воче асоціювалася з відомими кастратами, такими як Фарінеллі (і зараз є характеристикою меццо-сопрано та контртенорів, які виконують ті самі ролі в барокових операх). Вона була також популярна у період бельканто, коли її часто використовували як драматичний вступ для арії, наприклад, «Casta diva» з «Норми». Вона стала менш поширеною, коли популярний стиль оперного співу еволюціонував від легкої та складної музики тієї епохи до гучнішого та більш мовленнєвого співу середини та кінця XIX століття.
У західній популярній музиці меса ді воче зустрічається ще рідше. Ця техніка все-таки час від часу з'являється у деяких більш вишуканих стилях популярної музики, як наприклад, госпел та інших стилях, на які вона впливає.